# Vítězslav Mácha
Vítězslav Mácha (Krmelín, Checoslovaquia, 6 de abril de 1948-29 de mayo de 2023) fue un deportista checoslovaco especialista en lucha grecorromana donde llegó a ser campeón olímpico en Múnich 1972.

## Carrera deportiva
En los Juegos Olímpicos de 1972 celebrados en Múnich ganó la medalla de oro en lucha grecorromana de pesos de hasta 74 kg, por delante del luchador griego Petros Galaktopoulos (plata) y del sueco Jan Karlsson (bronce). Cuatro años después, en las Olimpiadas de Montreal 1976 ganó la plata en la misma categoría.